# 辰馬半左衛門
辰馬 半左衛門（たつうま はんざえもん、1850年6月13日〈嘉永3年5月4日〉 - 没年不明）は、日本の資産家、酒造家、実業家。東辰馬酒造取締役。摂津航業、辰馬商会各監査役。族籍は兵庫県平民。

## 人物
兵庫県平民・辰馬市左衛門の二男。1885年、家督を相続した。清酒醸造業を営んだ。住所は兵庫県武庫郡鳴尾村（現・西宮市）。

## 家族・親族
辰馬家
- 父・市左衛門（兵庫平民）[2][4]
- 母・ふさ（1839年 - ?、大阪、片岡半右衛門の二女）[4]
- 弟・悦蔵（1864年 - ?、兵庫、長尾ゆき先代よしの養子となる[2][4]、酒造業[5]）
- 妹
  - 文（大阪、越智得次郎の妻）[4]
  - 静（大阪、川崎佐治右衛門の妻）[4] - 娘婿に山田輝郎がいる。
  - よね（兵庫、辰馬保蔵の妻）[4]
- 妻・あい（1867年 - ?、大阪、濱田嘉治の妹）[2][4]
- 二男・半左衛門（1887年 - ?、前名・脩蔵[4]、あるいは修蔵[8][9]、1922年に家督を相続[10]、東辰馬酒造取締役、本辰酒造監査役[8]、酒造業を営み、名声があり[9]、県下の多額納税者である[10]）
  - 同妻・トキ（1891年 - ?、京都、中澤利八の妹）[4][9]
- 三男・容蔵（1892年 - ?）[2]
- 四男（1900年 - ?）[2]
- 五男（1902年 - ?）[2]
- 六男（1904年 - ?）[2]
- 長女・品（1881年 - ?、兵庫、辰馬與平の妻）[4]
- 三女・博（1889年 - ?、兵庫、山下孝介の妻）[4]
- 四女・艶（1896年 - ?）[2]
- 五女・凉（1898年 - ?）[2]